# Mauro Mantovani
Mauro Mantovani SDB (ur. 3 stycznia 1966 w Moncalieri) – włoski duchowny katolicki, od 2023 prefekt Biblioteki Watykańskiej.

## Życiorys
10 września 1994 otrzymał święcenia kapłańskie.
14 lutego 2023 został mianowany przez papieża Franciszka prefektem Biblioteki Watykańskiej.